# Serviços de metrô em Nova Iorque
Este artigo lista os serviços do metrô de Nova Iorque.

## Serviços atuais
Há 26 serviços da rede do metrô de Nova Iorque, incluindo três comboios de curto percurso. Cada serviço é distinguido por um dígito ou letra especialmente designadas. A cor do fundo escolhida para cada etiqueta de serviço mostra a relação da rota relevante (ao menos, uma parte dela) para um dos bairros da cidade. Esta tabela lista suas linhas e terminais.

### Intervalos
A MTA define o intervalo de tempo a seguir, utilizados também em informativos (algumas vezes abreviados por números ou sobrescritos):
- (1) horas pico — 6:30 am à 9:30 am e 3:30 pm a 8:00 pm, Segunda–Sexta-feira
  - (1a) horas de pico em rotas congestionadas (fazia o trajeto Manhattan pela manhã e de volta à Manhattan pela tarde)
  - (1b) horas de pico em rotas não congestionadas
- (2) meio do dia — 9:30 am à 3:30 pm, Segunda-Sexta-feira
  - (2a) meio do dia em rotas congestionadas
  - (2b) meio dia em rotas congestionadas
- (3) noite/amanhecer — 8:00 pm à 12:00 am, Segunda-Sexta-feira
  - (3a) noite — 8:00 pm à 9:30 pm
  - (3b) entardecer em horas de pico
  - (3c) noite em rotas congestionadas — 8:00 pm à 9:30 pm
- (4) fim de semana — 06:30 am à 12:00 am, sábados e domingos
- (5) madrugada — 12:00 am à 06:30 am, todos os dias
  - (5a) dias de semana de madrugada (ex: Terça – sábados pela manhã)
  - (5b) ao sul
  - (5c) ao sul

O MTA define o período de tempo, então, estes são utilizados em artigos (por vezes abreviado por números ou sobrescrito):
- o horário de pico — 06h30 — 09h30 e 15:30-20:00, de segunda a sexta-feira
  - (1a) pressa direção pico horas (de Manhattan na manhã, longe de Manhattan à tarde)
  - (1b) de pico em direções não-congestionadas
- (2) de meio dia — 09h30 — 15:30, de segunda a sexta-feira
  - (2a) Sentido de pico de meio-dia
  - (2b) aborda o meio-dia de não-congestionadas
- (3) à noite — 20:00-12:00, de segunda a sexta-feira
  - Tarde — 20:00 — 21:30
  - (3b) à noite em horários de pico
  - (3c) de pico noites direção — 20:00 — 21:30
- (4) Fim de semana — 6:30-12:00, sábados e domingos
- (5) à noite — 00:00-06:30, todos os dias
  - (5a) dias úteis, tarde da noite (por exemplo, as manhãs de terça a sábado)
  - (5b) apenas para o sul
  - (5c) apenas para o norte

### Outras variantes não são considerados formalmente
Por causa de inconsistências no uso é, na prática, a maioria dos serviços claramente identificáveis operando simultaneamente que são representados pelas denominações de cor / letra / número:
- O serviço  na hora de ponta usa variante (1a)
- O serviço  no meio-dia usa variante (2b)
- O serviço  no meio-dia usa variante (2a) e no hora de ponta usa variante (1a) (Bronx Express)
- O serviço  na hora de ponta usa variante (1a) e à noite usa variante (3c) (Queens Express)
- O serviço  tem três terminais no sul, separadas fisicamente.
- O serviço  na hora de ponta usa variante (1a), correndo para um terminal diferente no norte.
- Os serviços de  e  são idênticos; eles diferem apenas por estações que saltar durante horas de ponta

Uma série de serviços durante o horário de menor número de passageiros operar rotas mais curtas.

### Lista de serviços
| | Rota                                   | Linha(s) | Terminal norte                                         |
| Terminal sul | Rota                                   | Linha(s) |                                                        |
| IRT (Divisão A) | IRT (Divisão A)                        | IRT (Divisão A) | IRT (Divisão A)                                        |
| --- | -------------------------------------- | --- | ------------------------------------------------------ |
| | Broadway–Seventh Avenue Local          | IRT Broadway–Seventh Avenue Line | Van Cortlandt Park–242nd Street                        |
| South Ferry | Broadway–Seventh Avenue Local          | IRT Broadway–Seventh Avenue Line |                                                        |
| |                                        | |                                                        |
| | Seventh Avenue Express                 | IRT White Plains Road Line, IRT Lenox Avenue Line, IRT Broadway–Seventh Avenue Line, Clark Street Tunnel, IRT Eastern Parkway Line, IRT Nostrand Avenue Line                                                                | Wakefield–241st Street                                 |
| Flatbush Avenue–Brooklyn College                                                                                            | Seventh Avenue Express                 | IRT White Plains Road Line, IRT Lenox Avenue Line, IRT Broadway–Seventh Avenue Line, Clark Street Tunnel, IRT Eastern Parkway Line, IRT Nostrand Avenue Line                                                                |                                                        |
| |                                        | |                                                        |
| | Seventh Avenue Express                 | IRT Lenox Avenue Line, IRT Broadway–Seventh Avenue Line, Clark Street Tunnel, IRT Eastern Parkway Line (não de serviços à noite)                                                                                            | Harlem–148th Street                                    |
| New Lots Avenue | Seventh Avenue Express                 | IRT Lenox Avenue Line, IRT Broadway–Seventh Avenue Line, Clark Street Tunnel, IRT Eastern Parkway Line (não de serviços à noite)                                                                                            |                                                        |
| |                                        | |                                                        |
| | Lexington Avenue Express               | IRT Jerome Avenue Line, IRT Lexington Avenue Line, Joralemon Street Tunnel, IRT Eastern Parkway Line | Woodlawn                                               |
| Crown Heights–Utica Avenue New Lots Avenue                                                                                  | Lexington Avenue Express               | IRT Jerome Avenue Line, IRT Lexington Avenue Line, Joralemon Street Tunnel, IRT Eastern Parkway Line |                                                        |
| |                                        | |                                                        |
| | Lexington Avenue Express               | IRT Dyre Avenue Line, IRT White Plains Road Line, IRT Jerome Avenue Line, IRT Lexington Avenue Line IRT White Plains Road Line, Joralemon Street Tunnel, IRT Eastern Parkway Line, IRT Nostrand Avenue Line (hora de ponta) | Eastchester–Dyre Avenue Nereid Avenue                  |
| Bowling Green Flatbush Avenue–Brooklyn College (hora do ponte) Crown Heights–Utica Avenue New Lots Avenue East 180th Street | Lexington Avenue Express               | IRT Dyre Avenue Line, IRT White Plains Road Line, IRT Jerome Avenue Line, IRT Lexington Avenue Line IRT White Plains Road Line, Joralemon Street Tunnel, IRT Eastern Parkway Line, IRT Nostrand Avenue Line (hora de ponta) |                                                        |
| |                                        | |                                                        |
| | Lexington Avenue Local, Pelham Local   | IRT Pelham Line, IRT Lexington Avenue Line | Pelham Bay Park Parkchester                            |
| Brooklyn Bridge–City Hall                                                                                                   | Lexington Avenue Local, Pelham Local   | IRT Pelham Line, IRT Lexington Avenue Line |                                                        |
| |                                        | |                                                        |
| | Lexington Avenue Local, Pelham Express | IRT Pelham Line, IRT Lexington Avenue Line | Pelham Bay Park                                        |
| Brooklyn Bridge–City Hall                                                                                                   | Lexington Avenue Local, Pelham Express | IRT Pelham Line, IRT Lexington Avenue Line |                                                        |
| |                                        | |                                                        |
| | Flushing Local                         | IRT Flushing Line | Main Street–Flushing                                   |
| Times Square–42nd Street | Flushing Local                         | IRT Flushing Line |                                                        |
| |                                        | |                                                        |
| | Flushing Express                       | IRT Flushing Line | Main Street–Flushing                                   |
| Times Square–42nd Street | Flushing Express                       | IRT Flushing Line |                                                        |
| |                                        | |                                                        |
| | 42nd Street Shuttle                    | IRT 42nd Street Shuttle | Times Square                                           |
| 42nd Street–Grand Central                                                                                                   | 42nd Street Shuttle                    | IRT 42nd Street Shuttle |                                                        |
| IND/BMT (Divisão B) |                                        | |                                                        |
| | Eighth Avenue Express                  | IND Eighth Avenue Line, Cranberry Street Tunnel, IND Fulton Street Line, IND Rockaway Line | Inwood–207th Street Euclid Avenue                      |
| Ozone Park–Lefferts Boulevard o Far Rockaway–Mott Avenue Rockaway Park–Beach 116th Street                                   | Eighth Avenue Express                  | IND Eighth Avenue Line, Cranberry Street Tunnel, IND Fulton Street Line, IND Rockaway Line |                                                        |
| |                                        | |                                                        |
| | Sixth Avenue Express                   | IND Concourse Line, IND Eighth Avenue Line, IND Sixth Avenue Line, IND Chrystie Street Connection, Manhattan Bridge faixas do norte, BMT Brighton Line                                                                      | 145th Street Bedford Park Boulevard (horas do ponte)   |
| Brighton Beach | Sixth Avenue Express                   | IND Concourse Line, IND Eighth Avenue Line, IND Sixth Avenue Line, IND Chrystie Street Connection, Manhattan Bridge faixas do norte, BMT Brighton Line                                                                      |                                                        |
| |                                        | |                                                        |
| | Eighth Avenue Local                    | IND Eighth Avenue Line, Cranberry Street Tunnel, IND Fulton Street Line | 168th Street                                           |
| Euclid Avenue | Eighth Avenue Local                    | IND Eighth Avenue Line, Cranberry Street Tunnel, IND Fulton Street Line |                                                        |
| |                                        | |                                                        |
| | Sixth Avenue Express                   | IND Concourse Line, IND Eighth Avenue Line, IND Sixth Avenue Line, IND Chrystie Street Connection, Manhattan Bridge faixas do Norte, BMT Fourth Avenue Line, BMT West End Line                                              | Norwood–205th Street                                   |
| Coney Island–Stillwell Avenue                                                                                               | Sixth Avenue Express                   | IND Concourse Line, IND Eighth Avenue Line, IND Sixth Avenue Line, IND Chrystie Street Connection, Manhattan Bridge faixas do Norte, BMT Fourth Avenue Line, BMT West End Line                                              |                                                        |
| |                                        | |                                                        |
| | Eighth Avenue Local                    | IND Archer Avenue Line, IND Queens Boulevard Line, 53rd Street Tunnel, IND Eighth Avenue Line | Jamaica Center–Parsons/Archer Jamaica–179th Street     |
| World Trade Center | Eighth Avenue Local                    | IND Archer Avenue Line, IND Queens Boulevard Line, 53rd Street Tunnel, IND Eighth Avenue Line |                                                        |
| |                                        | |                                                        |
| | Sixth Avenue Local                     | IND Queens Boulevard Line, IND 63rd Street Line, IND Sixth Avenue Line, Rutgers Street Tunnel, IND Culver Line | Jamaica–179th Street                                   |
| Coney Island–Stillwell Avenue                                                                                               | Sixth Avenue Local                     | IND Queens Boulevard Line, IND 63rd Street Line, IND Sixth Avenue Line, Rutgers Street Tunnel, IND Culver Line |                                                        |
| |                                        | |                                                        |
| | Brooklyn–Queens Crosstown Local        | IND Crosstown Line, IND Culver Line IND Queens Boulevard Line | Long Island City–Court Square Forest Hills–71st Avenue |
| Smith–Ninth Streets | Brooklyn–Queens Crosstown Local        | IND Crosstown Line, IND Culver Line IND Queens Boulevard Line |                                                        |
| |                                        | |                                                        |
| | Nassau Street Express                  | BMT Archer Avenue Line, BMT Jamaica Line, vías del Puente de Williamsburg, BMT Nassau Street Line | Jamaica Center–Parsons/Archer                          |
| Broad Street Chambers Street (fim de semana)                                                                                | Nassau Street Express                  | BMT Archer Avenue Line, BMT Jamaica Line, vías del Puente de Williamsburg, BMT Nassau Street Line |                                                        |
| |                                        | |                                                        |
| | 14th Street–Canarsie Local             | BMT Canarsie Line | Eighth Avenue                                          |
| Canarsie–Rockaway Parkway                                                                                                   | 14th Street–Canarsie Local             | BMT Canarsie Line |                                                        |
| |                                        | |                                                        |
| | Nassau Street Local                    | BMT Myrtle Avenue Line, BMT Jamaica Line, vías del Puente de Williamsburg, BMT Nassau Street Line BMT Montague Street Tunnel, BMT Fourth Avenue Line, BMT West End Line (hora do ponte)                                     | Middle Village–Metropolitan Avenue                     |
| Chambers Street Bay Parkway (hora do ponte) Myrtle Avenue                                                                   | Nassau Street Local                    | BMT Myrtle Avenue Line, BMT Jamaica Line, vías del Puente de Williamsburg, BMT Nassau Street Line BMT Montague Street Tunnel, BMT Fourth Avenue Line, BMT West End Line (hora do ponte)                                     |                                                        |
| |                                        | |                                                        |
| | Broadway Express                       | BMT Astoria Line, 60th Street Tunnel, BMT Broadway Line, línea del Manhattan Bridge, vías sur del Manhattan Bridge, BMT Fourth Avenue Line, BMT Sea Beach Line BMT Montague Street Tunnel                                   | Ditmars Boulevard–Astoria                              |
| Coney Island–Stillwell Avenue                                                                                               | Broadway Express                       | BMT Astoria Line, 60th Street Tunnel, BMT Broadway Line, línea del Manhattan Bridge, vías sur del Manhattan Bridge, BMT Fourth Avenue Line, BMT Sea Beach Line BMT Montague Street Tunnel                                   |                                                        |
| |                                        | |                                                        |
| | Broadway Express                       | BMT Broadway Line, línea del Manhattan Bridge, vías sur del Manhattan Bridge, BMT Brighton Line | 57th Street                                            |
| Coney Island–Stillwell Avenue                                                                                               | Broadway Express                       | BMT Broadway Line, línea del Manhattan Bridge, vías sur del Manhattan Bridge, BMT Brighton Line |                                                        |
| |                                        | |                                                        |
| | Broadway Local                         | IND Queens Boulevard Line, 60th Street Tunnel, BMT Broadway Line, BMT Montague Street Tunnel, BMT Fourth Avenue Line | Forest Hills–71st Avenue 36th Street                   |
| Bay Ridge–95th Street | Broadway Local                         | IND Queens Boulevard Line, 60th Street Tunnel, BMT Broadway Line, BMT Montague Street Tunnel, BMT Fourth Avenue Line |                                                        |
| |                                        | |                                                        |
| | Sixth Avenue Local                     | IND Queens Boulevard Line, 53rd Street Tunnel, IND Sixth Avenue Line | Forest Hills–71st Avenue                               |
| Lower East Side–Second Avenue                                                                                               | Sixth Avenue Local                     | IND Queens Boulevard Line, 53rd Street Tunnel, IND Sixth Avenue Line |                                                        |
| |                                        | |                                                        |
| | Broadway Local                         | BMT Astoria Line, 60th Street Tunnel, BMT Broadway Line | Ditmars Boulevard–Astoria                              |
| Whitehall Street–South Ferry                                                                                                | Broadway Local                         | BMT Astoria Line, 60th Street Tunnel, BMT Broadway Line |                                                        |
| |                                        | |                                                        |
| | Nassau Street Express                  | Pare somente em horas de ponte de serviço N-Clone | Pare somente em horas de ponte de serviço N-Clone      |
| |                                        | |                                                        |
| | Franklin Avenue Shuttle                | BMT Franklin Avenue Shuttle | Franklin Avenue                                        |
| Prospect Park | Franklin Avenue Shuttle                | BMT Franklin Avenue Shuttle |                                                        |
| |                                        | |                                                        |
| | Rockaway Park Shuttle                  | IND Rockaway Park Branch | Broad Channel                                          |
| Rockaway Park–Beach 116th Street                                                                                            | Rockaway Park Shuttle                  | IND Rockaway Park Branch |                                                        |

### Serviços projetados
|                | Rota                 | Linha(s)             | Terminal norte |
| Terminal sul   | Rota                 | Linha(s)             |                |
| -------------- | -------------------- | -------------------- | -------------- |
|                | Second Avenue Subway | Second Avenue Subway | Calle 125      |
| Hanover Square | Second Avenue Subway | Second Avenue Subway |                |